# Mirko Giansanti
Pas d'image ? Cliquez ici
Mirko Giansanti, né le 14 septembre 1976 à Terni (province de Terni, Ombrie) et mort le 7 août 2023 dans la même ville, est un pilote italien de motoGP.

## Biographie
Mirko Giansanti dispute sa première course à sept ans et débute en 1996, en Grand Prix au Mugello, en tant que wild card. En finissant dans les points lors de sa deuxième apparition en Grand Prix, Giansanti décroche une Honda pour la saison 1997. Lors de cette première saison, il se classe 9e, et effectue un passage éclair chez le groupe italien Aprilia, avec qui il décroche la 6e place du championnat .
Le championnat du monde 1998 sur 125 cm3 est sa meilleure saison, avec quatre podiums et une 6e place au classement final.
En 2008, il participe au championnat du monde Supersport. Il est en 2020 directeur sportif et technique de l'équipe GRT Yamaha WorldSBK Team'.
Mirko Giansanti meurt à Terni le 7 août 2023 des suites d'une « longue maladie », à l'âge de 46 ans.